# Jerzy Mazurek
Jerzy Mazurek (ur. 24 lipca 1950 we Wrocławiu) – polski polityk, samorządowiec, podsekretarz stanu w Ministerstwie Spraw Wewnętrznych i Administracji w latach 2001–2005. 

## Życiorys
Ukończył studia na Wydziale Historycznym Uniwersytetu im. Adama Mickiewicza w Poznaniu. W latach 1975–1982 pracował w Wyższej Szkole Pedagogicznej w Słupsku, a następnie (do 1989) w Komitecie Wojewódzkim PZPR. Od 1989 do 1994 był szefem Słupskiego Ośrodka Sportu i Rekreacji.
Po rozwiązaniu PZPR był członkiem założycielem SdRP, a następnie SLD. Od lipca 1994 pełnił urząd prezydenta Słupska. W grudniu 2001 został podsekretarzem stanu w Ministerstwie Spraw Wewnętrznych i Administracji w rządzie Leszka Millera, a następnie Marka Belki.
W 2006 postawiono mu zarzuty w aferze prywatyzacyjnej „Dróg i Mostów”. Po trwającym sześć lat procesie został uniewinniony. W kwietniu 2006 został specjalistą ds. pozyskiwania funduszy europejskich w Przedsiębiorstwie Gospodarki Komunalnej w Słupsku. Obecnie pracuje w Filharmonii Słupskiej na stanowisku pełnomocnika dyrektora ds. ekonomicznych i administracyjnych.  Od 2014 roku Wiceprzewodniczący Rady Miasta Słupska.
W 2016 roku został uhonorowany Orderem Lwa Finlandii Rycerza I Klasy za wkład w rozwój przyjaźni fińsko-polskiej.